# Mister Internacional 2006
Mister Internacional 2006 fue la 1.ª edición del certamen Mister Internacional, correspondiente al año 2006, se realizó el 7 de octubre en el Pabellón Kallang en la Ciudad de Singapur, Singapur. Candidatos de 19 países y territorios autónomos compitieron por el título. Al final del evento, Wissam Hanna de Líbano obtuvo el título, siendo el primer ganador del concurso.

## Resultados
| Posiciones                | Candidato |
| ------------------------- | --- |
| Mister Internacional 2006 | - Líbano — Wissam Hanna |
| Primer Finalista          | - Venezuela — Javier Delgado |
| Segundo Finalista         | - Grecia — Konstantinos Avrampos |
| Tercer Finalista          | - Letonia — Kārlis Karolis |
| Cuarto Finalista          | - Estados Unidos — Chaka Sedgwick |
| Semifinalistas (Top 11)   | - Filipinas — Ken Escudero - Indonesia — Andreano Philip - Italia — Victorio Alba - Nueva Zelanda — Jay Singh - Singapur — Dennis Lau - Sri Lanka — Roshan Ranawana |

## Premios especiales
| Título               | Candidato                    |
| -------------------- | ---------------------------- |
| Mejor Traje Nacional | - Líbano - Wissam Hanna      |
| Míster Físico        | - Venezuela - Javier Delgado |
| Míster Fotogénia     | - Filipinas - Ken Escudero   |
| Míster Simpatía      | - Singapur - Dennis Lau      |
| Míster Espíritu      | - Italia - Victorio Alba     |
| Míster Beach Action  | - Líbano - Wissam Hanna      |

## Candidatos
| - Alemania - Warren Taubitz - Australia - Daryl Wee - Estados Unidos - Chaka Sedgwick - Filipinas - Ken Escudero - Grecia - Konstantinos Avrampos - Guatemala - Jonathan Landa - India - Sudhir Tewari - Indonesia - Andreano Philip - Italia - Victorio Alba - Letonia - Kārlis Karolis | - Líbano - Wissam Hanna - Malasia - Tai Choo Xiong - México - Gabriel Flores - Namibia - Jacques Venter - Nueva Zelanda - Jay Singh - Singapur - Dennis Lau - Sri Lanka - Roshan Ranawana - Sudáfrica - Daniel Lombard - Venezuela - Javier Delgado |

## Sobre los países en Míster Internacional 2006

### Naciones debutantes
- Alemania
- Australia
- Estados Unidos
- Filipinas
- Grecia
- Guatemala
- India
- Indonesia
- Italia
- Letonia
- Líbano
- Malasia
- Namibia
- Nueva Zelanda
- Singapur
- Sri Lanka
- Sudáfrica
- Venezuela